# Бъчвата с амонтилядо
„Бъчвата с амонтилядо“ (на английски: The Cask of Amontillado) е разказ, написан от американския писател и поет Едгар Алън По. Творбата е публикувана за пръв път през ноември 1846 г. в „Godey's Lady's Book“
Историята се развива в неназован италиански град през неуточнена година (вероятно в VIII в.). Разказвачът си отмъщава жестоко на свой приятел, който (според твърдения на разказвача) го е обидил. Както няколко други разказа (например Преждевременното погребение) на По и следвайки огромния интерес през XIX в., историята е за човек, погребан жив.
Както в „Черният котарак“ и „Издайническото сърце“, По представя историята през погледа на убиеца.